# Sébastien Grignard
Sébastien Grignard (født 29. april 1999 i Ghlin) er en cykelrytter fra Belgien, der er på kontrakt hos Lotto.